# Centre de recherche sur les civilisations de l'Asie orientale
Le Centre de recherche sur les civilisations de l'Asie orientale (CRCAO), fondé en 2006, est une unité mixte de recherche du CNRS (UMR 8155).

## Historique
Le centre est fondé en 2006,.
L'ancien nom est Centre de recherche sur les civilisations chinoise, japonaise et tibétaine.

## Description
Il se compose de trois équipes :
- « Civilisation chinoise » ;
- « Civilisation japonaise » ;
- « Tibet, Bhoutan, aire culturelle tibétaine »[4],[5].

Les programmes de recherche du CRCAO portent sur l’étude des religions, de l’histoire, de l’archéologie, des arts, de l’architecture et de l’urbanisme, de la littérature et de la pensée des période classique, moderne ou contemporaine.

## Établissements de tutelle
Le CRCAO a pour établissements de tutelle le CNRS, le Collège de France, l’École pratique des hautes études (EPHE) et l’Université Paris Cité,.
Le centre est rattaché à la chaire d'Histoire moderne de la Chine du Professeur Pierre-Étienne Will.
Les fonds constitués par le Centre sont déposés au sein des collections des Instituts d'Asie du Collège de France.

## Publications
- La Revue d’études tibétaines est une revue annuelle, éditée par le Centre depuis 2002[7].
- Le site du CRCAO héberge trois bases de données : la base de données quadrilingue sur les techniques agricoles, la base de données bilingue sur les talismans japonais dits ofuda, ainsi que celle sur des collections d’estampages conservés en Europe[8].